# Geschichte Spartas

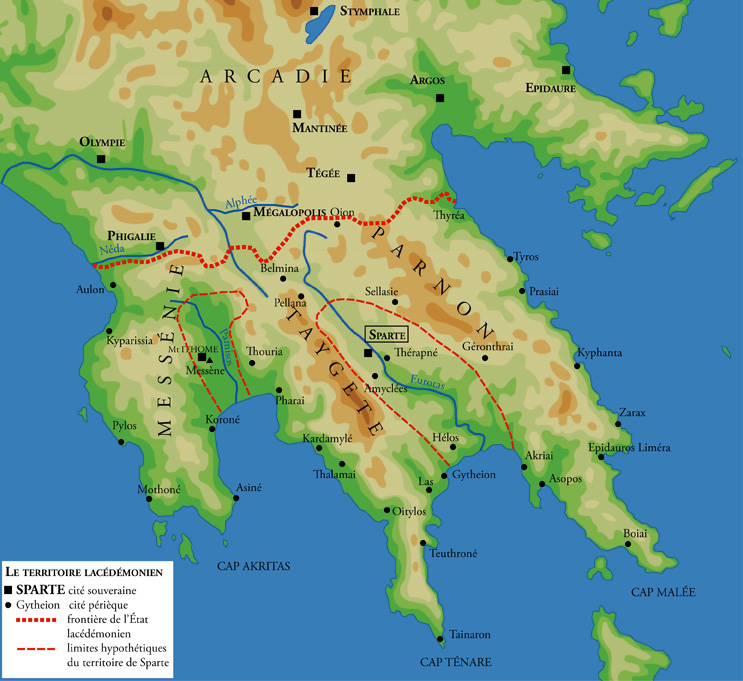
Das Territorium des antiken Sparta

Die Geschichte Spartas beginnt mit der Entstehung der Siedlung zu Beginn des 1. Jahrtausends v. Chr. Sie umfasst die Expansion des griechischen Staates der Lakedaimonier über den Südteil der Peloponnes, die Rolle als führende Militärmacht im Ägäisraum in der archaischen und klassischen Zeit und Spartas abnehmende Bedeutung unter nachfolgenden herrschenden Mächten.
Die Geschichte Spartas in klassischer Zeit ist vor allem durch den Dualismus mit Athen geprägt. Das spartanische Geschichtsbild geht wesentlich auf nicht-spartanische Quellen zurück, die schon in der Antike durch einen Fokus auf das Militär, Unterdrückung abhängiger Bevölkerungsteile (v. a. Heloten) durch die Elite (Spartiaten) und ein dominantes Erziehungssystem (Agoge) bestimmt sind. Die moderne Forschung stellt die Einseitigkeit dieses spartanischen Geschichtsbildes zunehmend infrage, darunter auch das Narrativ vom Niedergang Spartas nach der Schlacht von Leuktra (371 v. Chr.). Mit dem Ende der Hellenika Xenophons, das griechische Geschichte bis 362 v. Chr. erzählt, lässt sich Sparta über literarische Quellen nur noch punktuell und oft mit großem zeitlichen Abstand zu den beschriebenen Ereignissen und Strukturen greifen. Konkurrierende Geschichtsdeutungen haben darüber hinaus seit der Antike einen wichtigen Einfluss auf das Bild Spartas.
Die Geschichte Spartas ist eng mit der Geschichte der Landschaft Lakonien verbunden. Ihr Name wird im Deutschen meist im erweiterten Sinn für den Staat der Lakedaimonier gebraucht, obwohl bis kurz nach den Ereignissen von 371 v. Chr. auch die Landschaft Messenien zum spartanischen Herrschaftsgebiet gehörte. Seit hellenistischer Zeit wurde Spartas Herrschaft über Lakonien immer weiter eingeschränkt.

## Mythos und Quellen
Die verschiedenen Abschnitte der Geschichte Spartas sind in der Überlieferung unterschiedlich präsent, was sich bis heute auf populäre Darstellungen Spartas auswirkt: Die Vor- und Frühgeschichte lässt sich nur über zeitgenössische archäologische Hinterlassenschaften rekonstruieren; spätere literarische Überlieferung birgt die Herausforderung, dass Vorstellungen der Entstehungszeit der Texte in die spartanische Frühgeschichte rückprojiziert werden. Die vorhandenen literarischen Quellen fallen wiederum in drei Gruppen: zeitgenössische Literatur, die aus Sparta stammt, zeitnahe Literatur, die Sparta von außen betrachtet und beurteilt, sowie spätere Autoren, die heute verlorene Werke benutzten. Inschriften stammen vor allem aus römischer Zeit.

### Literarische Überlieferung
Direkt aus Sparta stammten die Dichter Tyrtaios und Alkman (zweite Hälfte des siebten Jahrhunderts v. Chr.), die das militärische und festliche Sparta besangen, deren historischer Aussagewert allerdings begrenzt ist. Darüber hinaus existieren noch Fragmente des hellenistischen Grammatikers Sosibios.
Zeitgenössische historiographische Darstellungen zur Geschichte Spartas stammten bis in hellenistische Zeit überwiegend von auswärtigen Autoren, wobei solche athenisch geprägter Autoren überwiegen. Das älteste, fast vollständig erhaltene Geschichtswerk stammt von Herodot aus Halikarnassos (ca. 485–424 v. Chr.) und enthält wichtige Informationen zur Geschichte Spartas. In seinem Werk wird deutlich, dass bereits zu dieser Zeit Sparta einer Typisierung und Überzeichnung von außen unterworfen war; dennoch lassen seine Angaben nicht erkennen, dass Sparta ein Sonderfall unter den griechischen Staaten (Poleis) bildete. Die zeitlich nächste literarische Quelle ist die Beschreibung des Peloponnesischen Krieges von Thukydides. Er bemängelte bereits die Schwierigkeit, Informationen über Sparta aufzutreiben. Bei ihm ist ein bereits fest gefügtes Spartabild erkennbar, das vor allem durch negative Topoi charakterisiert ist (Fremdenfeindlichkeit, gegen Innovationen eingestellt, erfindungslos, altväterlich und Unterordnung des Individuums) und das dem Ideal Athen gegenübergestellt wurde. Die von Xenophon geschriebene Verfassung der Spartaner (frühes viertes Jahrhundert) basiert zwar auf eigenen Anschauungen, verbreitet aber ein idealisiertes und daher tendenziöses Bild. Auch von Aristoteles existierte eine Beschreibung der spartanischen Verfassung. Diese ist heute aber weitgehend verloren. Aus späthellenistischer Zeit liegt uns Polybios Bericht vor, der Spartas Auseinandersetzungen mit dem Achaierbund bis zur Aufnahme in das römische Reich 146 selbst miterlebt hatte. Das römische Sparta beschrieb schließlich Pausanias (zweite Hälfte des zweiten Jahrhunderts) in seiner Beschreibung Griechenlands.
Als dritte Gruppe bieten auch solche Autoren Informationen, die heute weitgehend verlorene Quellen und Autoren auswerteten und benutzten. Unter diesen sind Strabon (ca. 63 v. Chr.–23 n. Chr.), Plutarch (Anfang des zweiten Jahrhunderts n. Chr.), und nochmals Pausanias zu nennen. Diese Autoren stützen sich weitgehend auf hellenistische Vorgänger, so dass ihre Angaben häufig Anachronismen darstellen.

### Mythographie zu den Ursprüngen Spartas
Als erster mythischer König der Region gilt Lelex, der eponyme Heros der Landschaft Lelegia, wie Lakonien in ältester Zeit geheißen haben soll. Leleger (altgriechisch Λέλεγες Léleges) sollen auch in verschiedenen griechischen und vor allem kleinasiatischen Landschaften gelebt haben. Lelex war dem Mythos nach der Vater des Myles und des ersten mythischen Königs Messeniens Polykaon. Das klassische Sparta war, zumal im Vorort Limnai, auf altem Sumpfland erbaut; in den frühesten Lelex-Nachfahren hat sich insofern eine Art primitive Kulturgeschichte abgelagert.
Enkel des Lelex war Eurotas, mythischer Bändiger und Eponym des gleichnamigen Flusses. Auf König Eurotas folgte Lakedaimon, Sohn des Zeus und der Bergnymphe Taygete und Gatte der Sparte, der Tochter des Eurotas. Lakedaimon ist der mythische Gründer Spartas und Vater des Amyklas und der Eurydike, der Ahnfrau des Perseus. Nach und seit ihm heißt Lakonien auch Lakedaimon. Unter den von Norden her eingewanderten Achaiern sollen sich die Leleger auf Ackerbau und Viehzucht zurückgezogen haben. Im achäischen Hauptort Amyklai ließen sich die kadmeischen Aigiden nieder.
Die letzten Nachfahren des mythischen Urvaters Lelex sind die Tyndariden, also die fünf Kinder des Tyndareos und der Leda, das sind zum einen die Dioskuren Kastor und Polydeukes, zum anderen Klytaimnestra, Helena und Phoibe. Mit Menelaos, der Helena heiratete, installierten sich die Atriden auf dem lakonischen Thron. Durch die Heirat des Agamemnon-Sohns Orestes mit der Menelaos-Tochter Hermione wurden Lakonien und die Argolis vereinigt.
Im Zuge der Eroberung der Peloponnes durch die Herakleiden fiel Lakonien dem Aristodemos oder direkt seinen Söhnen Eurysthenes und Prokles zu, die als Gründer des spartanischen Staates gelten. Die Achaier wurden teils durch die Orestes-Söhne Tisamenos und Penthilos nach Achaia und Kleinasien geführt, den Verbliebenen gestanden die erobernden Dorer laut Ephoros von Kyme Isotimie zu. Die Herakleiden oder Dorer waren es auch, die das vorher unbedeutende Sparta zur Hauptstadt des Landes erhoben. Eurysthenes und sein Sohn Agis I. begründeten das Königshaus der Agiaden, während sich die Eurypontiden auf Prokles zurückführen.
Der Herakleiden-Mythos gilt als ätiologische Erzählung, die den Anspruch der Dorer auf Lakonien und Sparta seit dem 6. Jahrhundert v. Chr. begründen soll. Demnach gehörte Lakonien rechtmäßig den Erben und Nachkommen des Halbgottes Herakles. Diese seien von dort vertrieben worden und hätten Aufnahme bei den Dorern gefunden. Deren Einwanderung wäre nach diesem Mythos also nicht als feindliche Landnahme zu sehen, sondern als Rückeroberung des den Herakleiden geraubten Landes.

## Vor- und Frühgeschichte

Karte über die ungefähre Verbreitung der altgriechischen Dialekte nach dem Ereignis oder den Ereignissen, die als „dorische Wanderung“ bezeichnet werden. Es wurde vermutet, dass der im späteren dorischen Verbreitungsgebiet gesprochene Dialekt (mit Ausnahme in der Doris selbst) achäisch war, der von dem Arkadisch-kyprisches Griechischen und Äolischen abstammte. Dorisch verdrängte das Achäische in Südgriechenland.

Funden protogeometrischer Keramik nach besiedelten Proto-Dorer das Gebiet um das spätere Sparta im Zuge der sogenannten Dorischen Wanderung möglicherweise bereits ab dem 10. Jahrhundert v. Chr. Am mittleren Flusslauf des Eurotas wurden vier Dörfer angelegt: Kynosura, Mesoa, Limnai und Pitane, deren Anfänge jedoch nicht genau datiert werden können. Diese vier Siedlungen bildeten den Kern der künftigen Polis Sparta. Der Umstand des für Sparta charakteristischen Doppelkönigtums könnte seinen Ursprung im politischen Zusammengehen der Gründungssiedlungen haben.
Die Lage von Kynosura und Mesoa lässt Spekulationen über eine strategische Konzeption der Besiedlung zu. Beide sind auf erhöhten Plätzen mit natürlichem Schutz Richtung Süden angelegt. Einige Historiker vermuten, sie könnten als Vorposten und zum Schutz der dorischen Einwanderer im Norden gegen die im Süden gelegene Stadt Amyklai gedient haben. Amyklai bildete das letzte vordorische (gemäß der mythischen Tradition: achäische) Zentrum im Flusstal des Eurotas. Im 8. Jahrhundert v. Chr. gelang es den dorischen Zuwanderern, vermutlich unter Teleklos, Amyklai einzunehmen. Amyklai wurde von den Dorern in ihren Stadtstaat integriert und ist vermutlich die erwähnte fünfte Gründungssiedlung Spartas. Ausgrabungen nahe bei Amyklai, zu Beginn des 20. Jahrhunderts, haben das sogenannte Tholosgrab von Vaphio freigelegt. Die dort gefundenen Kunstschätze bestätigten die Bedeutung des Ortes in mykenischer Zeit. Nach der Besetzung dieses wichtigen Kulturzentrums richtet sich die Erweiterung des spartanischen Herrschaftsbereiches nach Westen.
Eine Theorie John Chadwicks besagt, dass dorisch sprechende Griechen bereits während der mykenischen Palastzeit in Südgriechenland lebten. Das Fehlen von Spuren dorischen Dialekts in den Linear-B-Texten wird damit erklärt, dass die Dorer nicht zur herrschenden Schicht in den von den mykenischen Palastzentren beherrschten Regionen zählten. Die Zerstörungen zu Beginn des 12. Jahrhunderts könnten demnach die Folge eines Aufstandes der Dorer sein. Die Theorie Chadwicks konnte sich in der Forschung jedoch nicht durchsetzen; dass durch einen Aufstand der Dorer die Palastkultur zusammenbrach, ist kaum belegbar.

## Archaische Zeit
Unter nicht näher zu bestimmenden historischen Umständen entstand das politische System Spartas, das antike Quellen auf den mythischen Gründer Lykurg und die nach ihm benannte Lykurgische Reformen zurückführen. Die sog. Rhetra ist tatsächlich nicht auf einmal angeordnet worden, sondern allmählich entstanden. Sie stellte den inneren Frieden zwischen den einzelnen Gruppierungen innerhalb der Spartiaten her.

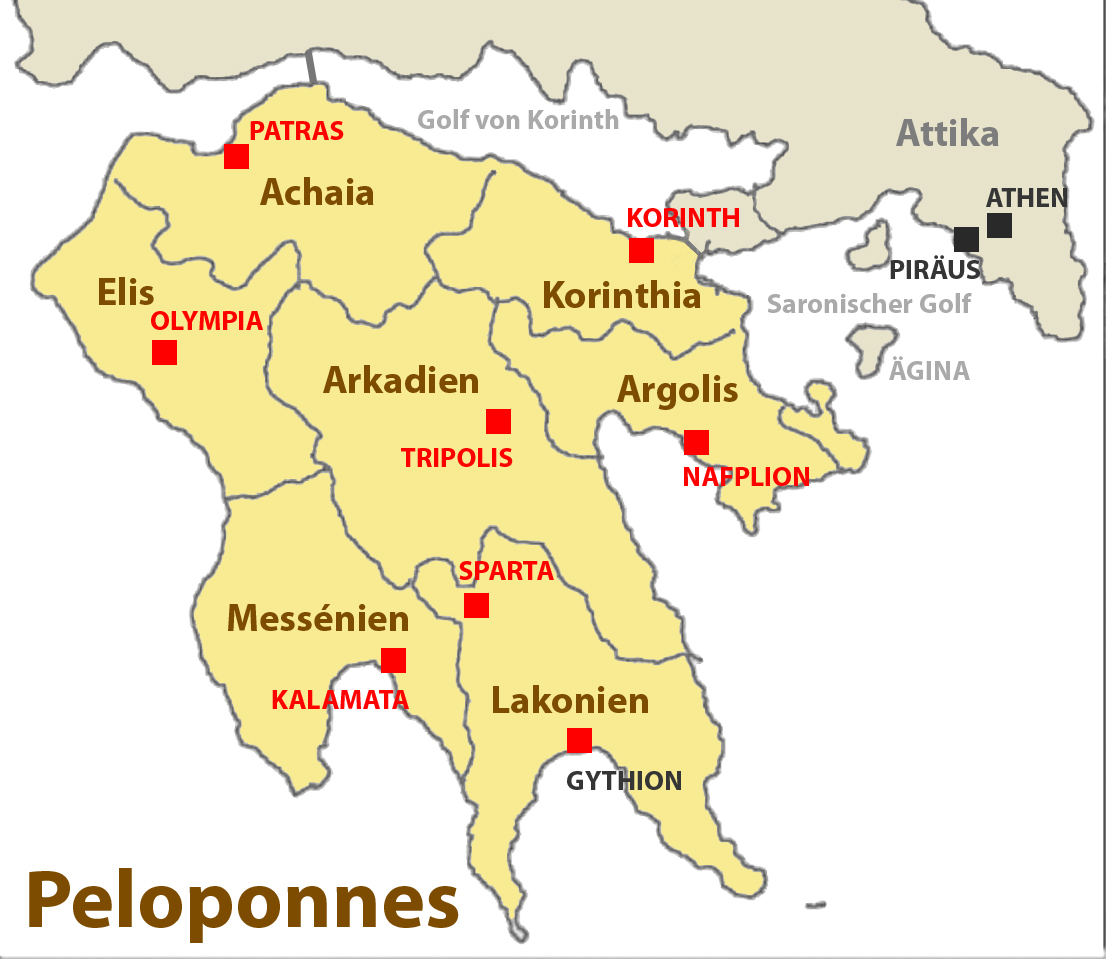
Karte der Peloponnes

Durch Grenzstreitigkeiten entstanden die Kriege mit Messenien (735–715 v. Chr. und 650–620 v. Chr.), die mit der Unterjochung dieses Landes und der darin verbleibenden Bevölkerung endeten. Diese wurde auf den Stand der Heloten gedrückt, die als „öffentliche Sklaven“ galten oder doch wenigstens als Bevölkerung, die zwischen Freiheit und Sklaverei stand. Für Sparta existenziell bedrohliche militärische Lagen in den Messenischen Kriegen und die über lange Zeit andauernde Unterwerfung der Heloten führten zu einer weiteren Militarisierung und Professionalisierung der Spartiaten. Um die Mitte des 7. Jahrhunderts v. Chr. wurde zusätzlich die Hopliten-Ordnung eingeführt, die Sparta zur Perfektion bringen sollte: Die Hoplitenordnung galt als Muster für die Gleichheit der Spartiaten. Nur wer als Bewaffneter dienen konnte, galt als „gleich“. Homoioi wurde somit zum Synonym für die spartanischen Vollbürger.
Langwierige Kriege hatte Sparta mit Arkadien zu führen. Erst um 550 v. Chr. gewannen die Spartaner die Oberhand und zwangen Tegea (unweit vom heutigen Tripolis gelegen) zur Anerkennung ihrer Hegemonie, die sich damals bereits über den größten Teil des Peloponnes erstreckte. Die Erzrivalität mit Argos blieb bestehen, obwohl Argos von den spartanischen Hopliten 546 v. Chr. vernichtend geschlagen worden war.
Die Olympischen Spiele standen explizit unter dem Schutz Spartas.
Im Gegensatz zu anderen Griechenstädten gründete Sparta nur wenige Kolonien außer Taras und konzentrierte sich stattdessen auf die Machterhaltung im Peloponnesischen Bund, den Sparta um die Mitte des 6. Jahrhunderts v. Chr. begründete. Dabei betätigte es sich als Bekämpfer der Tyrannis und stützte, wo es ging, die Oligarchie, wodurch es seinen politischen Einfluss zu festigen suchte. Zu den wenigen Kolonien Spartas zählen die Inselsiedlungen auf Melos und Thera dann Morphou auf Zypern und Herakleia Trachinia in Mittelgriechenland als genannt.

## Klassische Zeit

### Perserkriege

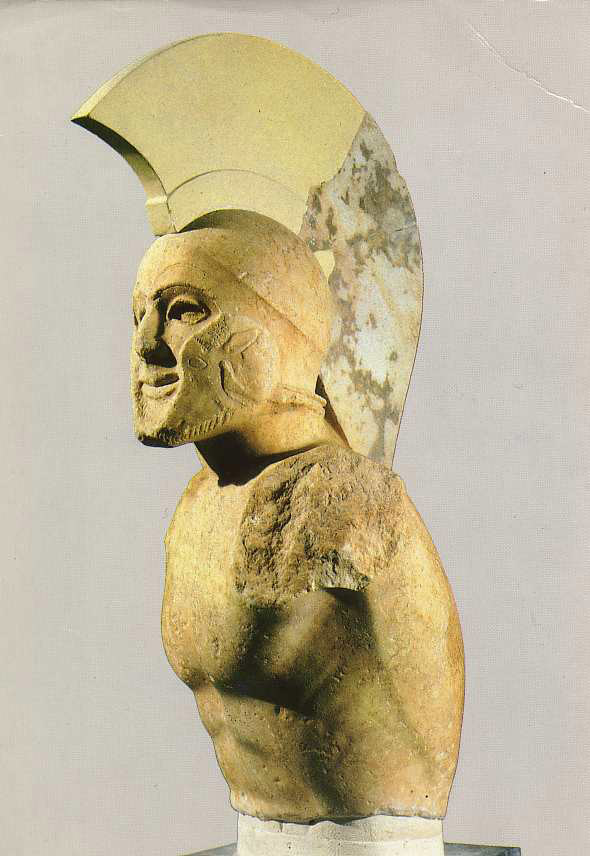
Hoplit, 5. Jahrhundert v. Chr. Sparta

Die Perserkriege als gemeinhellenische Zeitenwende begannen, als das Perserreich unter Dareios I. im Jahre 490 v. Chr. zum Feldzug gegen das griechische Festland ansetzte, um seinen Hegemonieanspruch auch im griechischen Raum durchzusetzen und die Griechen im Mutterland, die den Ionischen Aufstand in Kleinasien unterstützt hatten, allen voran Athen und die euböischen Städte Chalkis und Eretria, zu bestrafen. Sparta, das Aristagoras aus Milet noch vor Athen für den Ionischen Aufstand zu gewinnen suchte, hatte unter ihrem König Kleomenes jedoch nach Darstellung Herodots eine Beteiligung an einem Zug gegen Kleinasien abgelehnt.
Ziel sollte auch Athen sein. Als die Perser sich auf der nördlichen Seite der Bucht von Marathon aufstellten, zogen die Athener zum Süden der Bucht, um den Zugang nach Athen zu versperren. Sie forderten die Hilfe von Sparta, das aber wegen eines religiösen Festes nicht sofort ausrücken wollte und erst nach der Schlacht eintraf.
Zur Abwendung der weiterhin bestehenden Gefahr gründeten mehrere Stadtstaaten (Poleis) 481 v. Chr. den sog. Hellenenbund. Ein Jahr später fiel der persische Großkönig Xerxes I. mit einem gewaltigen Heer (die Zahlen bei Herodot sind jedoch übertrieben) in Griechenland ein. Einen Namen machte sich Sparta in den Perserkriegen, als König Leonidas mit 300 Spartanern sowie 7000 Griechen versuchte, den Thermopylenpass gegen eine große Übermacht zu verteidigen, doch wurden sie schließlich von den Persern geschlagen (allerdings erst nach sieben Tagen). Dadurch wurde etwas Zeit gewonnen und die Perser wurden in der Seeschlacht von Salamis vernichtend besiegt. 479 v. Chr. unterlagen die Perser auch zu Lande, bei Plataiai. Kurz darauf gingen die Griechen zum Gegenangriff über und befreiten die kleinasiatischen Griechenstädte.
Die Fortführung des Krieges überließen die Spartaner den Athenern, da sie sich darauf konzentrierten, ihre Herrschaft über den Peloponnes zu stabilisieren, nachdem einige Bündnisstaaten begonnen hatten, Eigenständigkeit hervorzukehren. Nach den Perserkriegen war Sparta immer noch die führende Militärmacht geblieben, doch erwuchs dem Staat in dem von Athen 477 v. Chr. gegründeten delisch-attischen Seebund ein sehr gefährlicher Gegner.

### Zwischen Perserkriegen und Peloponnesischem Krieg (Pentekontaetie)
Der Begriff „Pentekontaetie“ geht auf den bedeutendsten Historiographen der Antike, Thukydides (460–396), zurück. Er bezeichnet mit dem Begriff einen Zeitraum von fast 50 Jahren (479–431), der unmittelbar vor dem Peloponnesischen Krieg liegt. Die Tendenzen dieses Zeitraums lassen bereits erahnen, dass es zu einem innergriechischen Krieg kommen könnte, denn die Zeit ist vor allem von dem Dualismus zwischen den mächtigsten Stadtstaaten Athen und Sparta geprägt. Dabei wird vor allem die aggressive, imperialistische Politik Athens als ein konstanter Faktor dieser Zeit genannt, der zum Peloponnesischen Krieg führen musste. Eine wichtige Rolle spielen dabei auch die Mittelmächte, die sich in ihrem Streben nach Autonomie nicht Athen unterordnen wollten.
Als der Oberbefehl für die Flotten des Hellenenbundes im Jahr 478/77 v. Chr. auf den Athener Aristeides übertragen wurde, nutzte dieser die Gelegenheit, um darüber hinaus ein neues Bündnissystem mit einer festeren Organisationsform aufzubauen. Dieses Bündnis sollte später als „Attischer Seebund“ bezeichnet werden. Prinzip des Seebundes war vor allem die Anerkennung „gleicher Freunde und Feinde“. Sparta war in den 460er und 450er Jahren vornehmlich mit der Aufrechterhaltung des eigenen Bündnissystems, des Peloponnesischen Bundes, beschäftigt. Verschiedene Abfallbewegungen der eigenen Bundesgenossen fokussierten den Blick der Spartaner auf die Peloponnes. Athens Blick war dagegen unter der Politik Kimons weitläufiger: Die Athener schlugen die Perser zurück und weiteten den Seebund aus. Als nach der Schlacht am Eurymedon keine Gefahr mehr von den Persern ausging, sahen viele Bundesgenossen keinen Sinn mehr im Bund. Zudem führte die Einmischung Athens in die internen Angelegenheiten der verbündeten Städte zu Konflikten. So kam es zu Revolten (Naxos, Thasos), die aber erfolgreich niedergeschlagen wurden.
Im Gefüge der noch schwankenden athenischen Politik kündigte Athen im Jahre 461 den Hellenenbund auf und brach mit Sparta. Darüber hinaus versuchte Athen durch geschickte Bündnispolitik, den Einfluss Spartas und seines Verbündeten Korinth zu schwächen und „schnürte“ durch neue Eroberungen die Peloponnes ein, wodurch sich Korinth bedroht fühlen musste. Dennoch kam es noch zu keiner Reaktion. Zugleich kämpfte Athen wieder verstärkt an einer anderen Front: Persien. Nachdem die attische Flotte 454 im Nildelta vernichtend geschlagen wurde, war die Stadt allerdings geschwächt. 451 v. Chr. wurde daher durch Kimon zunächst ein fünfjähriger Waffenstillstand mit Sparta ausgehandelt. Es folgten im Jahr 449 der Kalliasfrieden mit Persien und 446/445 ein dreißigjähriger Friedensvertrag mit Sparta. Ziel Athens war zu dieser Zeit, den Frieden zu bewahren, um das Erreichte halten zu können. (Diese zwei Jahrzehnte der Spannung zwischen Sparta und Athen werden oft bereits als „Erster Peloponnesischer Krieg“ bezeichnet.)
Dass der Friedensvertrag mit Sparta keine dreißig Jahre halten sollte, kündigte sich in den folgenden Jahren verstärkt an. Immer mehr mischte sich Athen in die inneren Angelegenheiten der anderen Städte des Attischen Seebunds ein. Deren Autonomie wurde immer weiter eingeschränkt. Sparta war direkt mit den Auseinandersetzungen konfrontiert, da die abtrünnigen Bundesgenossen Athens bei den Spartanern Hilfe erbaten. Noch hielt sich die Polis allerdings zurück, so dass Athen seine abgefallenen Bündnispartner immer wieder zurück in den Bund zwingen konnte. Erst als sich Athen in den Streit des spartanischen Verbündeten Korinth um die Stadt Epidamnos einmischte und auch Korinth sich für einen Krieg gegen Athen starkmachte, kam es zum Peloponnesischen Krieg.

### Peloponnesischer Krieg
Sparta hatte nicht auf den Ausbruch des Krieges hingearbeitet. Die – insbesondere im Vergleich zu Athen – fehlende wirtschaftliche Potenz, eine starke Bevölkerungsabnahme sowie die Angst vor Helotenaufständen waren Gründe einer eher geringen Kriegslust der Spartaner. Der Peloponnesische Krieg, der sich insgesamt über fast dreißig Jahre (431–404) erstreckte, kann in drei verschiedene Abschnitte unterteilt werden. Zum einen in den Archidamischen Krieg (431–421), im Anschluss daran in die Zeit des Nikiasfriedens (421 bis um 413) und schließlich in die Phase des Dekeleischen Krieges (413–404).
In der ersten Phase, benannt nach dem spartanischen König und Feldherren Archidamos II., konzentrierten sich Athen und Sparta auf ihre jeweiligen militärischen Stärken. Die Athener nutzten ihre überlegene Flotte, um die Spartaner und ihre Verbündeten durch überraschende Angriffe auf der Peloponnes zu zermürben. Ansonsten verfolgten sie eine eher defensive Taktik, die einen Zusammenstoß mit dem überlegenen spartanischen Heer vermeiden sollte. Die Bevölkerung Attikas wurde deshalb bei einem Angriff der Spartaner hinter die langen und schwer einzunehmenden Stadtmauern Athens evakuiert, und man konzentrierte sich auf die Verteidigung der Stadt. Diese Taktik ist auch als Plan des Perikles bekannt. Die Spartaner dagegen, die über ein weitaus stärkeres Heer verfügten, fielen in den ersten Kriegsjahren unter Führung des Archidamos mehrmals in Attika ein, verwüsteten das Land und zerstörten die Felder. Unter der hinter den Mauern quasi zusammengepferchten Bevölkerung Athens kam es schnell zum Ausbruch einer schweren Seuche (wahrscheinlich einer Form der Pest), welche den Athenern starke Bevölkerungsverluste einbrachte. Unter den Opfern fand sich schließlich 429 auch der wichtigste athenische Politiker Perikles. Dennoch schienen die Athener weiterhin einige Vorteile auf ihrer Seite zu haben. Insbesondere als nach der Niederlage der Spartaner in der Schlacht von Sphakteria (425) 120 Spartiaten von Athen gefangen genommen wurden, zeigte sich Sparta durchaus zu einem Friedensschluss bereit. Doch die Athener lehnten Friedensgespräche vor allem unter dem Einfluss des Demagogen und radikalen Kriegsbefürworters Kleon ab.
Nach der Heeresreform des Brasidas 424 fielen die Spartaner unter dessen Führung in Thrakien ein und konnten die dortigen Küstenstädte zum Abfall vom Seebund bewegen. Bei Amphipolis musste Athen 422 eine verheerende Niederlage hinnehmen. Nachdem in dieser Schlacht neben dem Athener Kleon auch Brasidas gefallen war, wurden auf beiden Seiten die Stimmen für den Frieden lauter. Unter Vermittlung des gemäßigten Atheners Nikias kam es 421, also nach zehn Jahren, schließlich zum Abschluss eines fünfzigjährigen Friedens zwischen den Parteien, dem so genannten Nikiasfrieden, der weitgehend den status quo ante der Zeit vor Kriegsbeginn wiederherstellte.
Der Friedensvertrag erwies sich allerdings als brüchig. Insbesondere die spartanischen Verbündeten Theben und Korinth sahen sich durch einen derartigen Kriegsausgang benachteiligt. Es kam zu einem Wechselspiel der Koalitionen und zu den unterschiedlichsten neuen Bündnissen, die jedoch nicht von Dauer waren. Während sich Sparta in der Folgezeit auf den Kampf mit dem peloponnesischen Erzrivalen Argos konzentrierte, fokussierte Athen seine Anstrengungen auf die Aufrechterhaltung des Seebundes (vgl. Melierdialog bei Thukydides). Vor allem die weiterhin von Athen intensiv betriebene Expansionspolitik unter Alkibiades erschwerte eine dauerhafte Friedenslösung. Im Zuge dieser Expansionspolitik stürzte sich Athen 415 in die gewagte „sizilische Expedition“. Gemeint ist hiermit die Entsendung einer großen athenischen Streitmacht nach Sizilien zur Unterstützung der Polis Segesta gegen das mächtige Syrakus. Nach ersten Anfangserfolgen der Expedition kam es 413 zur verheerenden Niederlage der athenischen Flotte im Hafen von Syrakus und des athenischen Heeres bei Asinaros. Der führende Kopf der Expedition, Alkibiades, wurde bereits vor Beginn der eigentlichen Kampfhandlungen des Religionsfrevels angeklagt und seines Kommandos enthoben.
Alkibiades floh daraufhin vor der Gefangennahme und fand in Sparta Asyl, wo er als Ratgeber durchaus willkommen war. Auf seinen Rat hin besetzten die Spartaner 413 die Festung Dekeleia in Attika und starteten von diesem strategisch günstigen Stützpunkt Raubzüge in die Umgebung Athens. Hierdurch bekam der letzte Abschnitt des Peloponnesischen Krieges, der „Dekeleisch-Ionische Krieg“, seinen Namen. Nach internen Auseinandersetzungen in Athen, im Zuge derer Alkibiades sogar kurzzeitig wieder in seiner Heimat aufgenommen wurde und wiederum einige militärische Erfolge erzielen konnte, begann sich das Blatt jedoch endgültig zu Gunsten Spartas zu wenden.
Das Auftreten des genialen spartanischen Feldherrn Lysander und vor allem die (finanzielle) Unterstützung Spartas durch die Perser (denen im Gegenzug die ionischen Städte überlassen wurden) führten seit 412 schließlich zum endgültigen Sieg Spartas und seiner Verbündeten über Athen und zur Einnahme der Stadt (404). Sparta verzichtete aus strategischen Gründen jedoch auf eine Zerstörung Athens, wie sie von Seiten Thebens und Korinths gefordert wurde. Athen musste seine Flotte bis auf zwölf Schiffe abtreten, seine Stadtmauer niederreißen und sich zur Heeresfolge gegenüber Sparta verpflichten. Außerdem wurde in Athen eine spartatreue Oligarchie eingeführt (Herrschaft der Dreißig).

### Spartas Hegemonie nach dem Sieg im Peloponnesischen Krieg
Infolge des Sieges über Athen im Jahre 404 v. Chr. gelangten beträchtliche Reichtümer an Beute, persönlichen Zahlungen und Tributen nach Sparta. Darüber hinaus wurden die Spartiaten in ihrem neuen Herrschaftsgebiet mit geistigen Strömungen konfrontiert, die für sie neu und ungewohnt waren und die sich nicht mit dem einfachen spartanischen Leben vertrugen. Korruption, Betrug und Intrigen, vor allem zur Beschaffung politischer Vorteile, gehörten zu dieser Zeit der Tagesordnung an. Einige spartiatische Führer hatten in den neu gewonnenen Gebieten Handlungsfreiheit; kehrten diese Männer wieder in die Heimat zurück, so war es nicht einfach, sie wieder in die Phalanx der Gleichen zu integrieren.
Beispielhaft dafür ist die Entwicklung des Feldherren Lysander, dem Sparta zu großen Teilen, insbesondere in den letzten Jahren des Peloponnesischen Krieges, seinen Sieg über Athen zu verdanken hatte. Lysander hatte daraufhin die Organisationsgewalt in Thrakien und der Ägäis erhalten, war allerdings wenig geneigt, sich den politischen Gesetzen seiner Heimatstadt unterzuordnen. Er zog es vor, sich in seinem Herrschaftsgebiet persönlich verehren zu lassen, und ließ seine Absicht laut werden, die althergebrachte Ordnung in Sparta zu ändern. Neben der Partei Lysanders, die man als imperialistisch bezeichnen könnte, formierte sich noch eine weitere politische Gruppe, die konservative und verfassungstreue Gegenbewegung um König Pausanias, die sich für Sparta und dessen Grundprinzipien einsetzte.
Allerdings konnte Sparta nicht im Alleingang über die Zukunft der neu gewonnenen Gebiete entscheiden, denn an den Sieg über Athen waren unterschiedliche politische Erwartungen geknüpft, sowohl von Seiten der Bundesgenossen als auch von Seiten der Geldgeber aus Persien sowie von Seiten der neutralen griechischen Städte und schließlich auch von Seiten der ehemaligen athenischen Verbündeten. Immerhin war Sparta mit dem Vorsatz in den Krieg gezogen, dem athenischen Imperialismus Einhalt zu gebieten, und hatte allen Griechenstädten Freiheit, Autonomie und Sicherheit zugesprochen. Ferner versprach es eine Politik des Friedens und des Wohlstandes und sicherte den persischen Geldgebern zu, sich nicht in deren Herrschaft über die kleinasiatischen Griechen einzumischen. Nachdem sich jedoch herausstellte, dass Sparta nicht all diesen Erwartungen und Hoffnungen gerecht werden konnte, spitzte sich die Lage auch im Inneren immer mehr zu. Die Frage, wie mit dieser Situation umgegangen werden sollte, wurde immer mehr in öffentlichen Diskussionen erörtert.
Die Spartaner zeigten den Willen, ihre neue Vormachtstellung in Griechenland zu behaupten, doch waren ihre Bemühungen nicht von Erfolg gekrönt. Beispiele dafür waren Unternehmungen gegen Elis im Nordwesten der Peloponnes und gegen das sich in einer Schwächephase befindliche Perserreich, geführt vom König Agesilaos II. (399–360 v. Chr.), der die kleinasiatischen Griechen vor einem persischen Zugriff sichern wollte. Agesilaos brachte mit nur 30 Spartiaten, etwa 2000 Neodamodeis und 6000 Bundesgenossen das Persische Reich 396/395 zwar in Bedrängnis und errang auch nach seiner Rückkehr nach Griechenland militärische Siege, doch viel wichtiger war (und darin lag die Tragik), dass all diese Siege im Grunde genommen wertlos waren, denn sie wiesen Sparta keinen Weg, wie es aus seiner im Äußeren wie im Inneren verfahrenen Lage wieder herauskommen sollte.
Vor allem zwei Ereignisse in der Anfangsphase der Herrschaft des Agesilaos verdeutlichten das Ausmaß dieser Krise: der Korinthische Krieg (395–386) und die Verschwörung des Kinadon (398). Kinadon war zwar kein Spartiate, wollte jedoch wie ein Vollbürger der Stadt behandelt werden. Daher versuchte er, unter Mithilfe minderberechtigter Gruppen eine Verschwörung anzuzetteln. Diese wurde jedoch rechtzeitig von den Ephoren aufgedeckt. Theben erklärte Sparta den Krieg, um es von seiner Vormachtstellung in Griechenland abzulösen. Der Verlauf des Korinthischen Kriegs blieb wechselhaft und es ging kein eindeutiger Sieger daraus hervor. Aus Furcht vor einem Wiedererstarken Athens erzwang der persische Großkönig schließlich den nach ihm benannten Königsfrieden, das erste Beispiel eines Allgemeinen Friedens. In ihm wurde Sparta noch einmal als Hegemonial- und Ordnungsmacht in Griechenland anerkannt.

### Sparta und die thebanische Hegemonie
Sparta hatte sich seine Stellung als einzige Hegemonialmacht Griechenlands durch erhebliche Zugeständnisse an Persien erkauft, unter anderem durch die Preisgabe der kleinasiatischen Griechenstädte. Der persische Großkönig trat im Königsfrieden als Schiedsrichter und Vermittler zwischen den Stadtstaaten auf und erhielt darin die Herrschaft über die Stadtstaaten Kleinasiens vertraglich zugesichert. Sparta wurde nun innerhalb Griechenlands als eine Art Schirmherr (altgriechisch προστάτης prostátes) mit persischer Rückendeckung betrachtet, was zu einem gewissen Ansehensverlust führte. Sparta strebte an, seine Machtposition durch die Auflösung bestehender und durch die Verhinderung neuer Städtebündnisse auszubauen. Es traf dabei anfangs bei vielen Griechen auf Verständnis, da es sich propagandistisch geschickt als Bewahrer der Autonomie der einzelnen Poleis darstellte. So zwang Sparta Theben, seine Kolonien freizugeben, und Argos, seine Besatzung aus Korinth abzuziehen. Der Ruf Spartas als Beschützer der Autonomie nahm jedoch schweren Schaden, als es begann, sich in die inneren Angelegenheiten der Stadtstaaten einzumischen.
Die Besetzung der thebanischen Stadtburg Kadmeia durch den Spartaner Phoibidas im Jahr 382 v. Chr. rief in der ganzen griechischen Welt Entrüstung hervor und leitete den Sturz der spartanischen Hegemonie ein. Der 377 v. Chr. gegründete Zweite Attische Seebund unter Führung Athens hatte ausdrücklich zum Ziel, die spartanische Vorherrschaft zu beenden. Athen baute seit 378/377 v. Chr. eine Flotte von 83 Schiffen neu auf, die durch freiwillig entrichtete Steuern finanziert und von dem Strategen Chabrias befehligt wurde. Spartas Angriff auf diese Flotte endete mit seiner vollständigen Niederlage.
Nach dem 375 v. Chr. für alle Stadtstaaten vereinbarten Allgemeinen Frieden (altgriechisch κοινή εἰρήνη koiné eiréne) führte Spartas Bestreben, Thebens Machtposition zu schwächen, zu einer folgenreichen Niederlage. Die böotischen Truppen unter Führung des thebanischen Strategen Epaminondas besiegten in der Schlacht bei Leuktra 371 v. Chr. ein spartanisches Bündnisheer. Diese erste schwere Niederlage eines spartanischen Heeres in offener Feldschlacht erschütterte das Bild von Spartas innergriechischer Machtstellung, so dass die Schlacht bei Leuktra in antiken Quellen und moderner Forschung oft als Zäsur gesehen wird. Allerdings kämpfte Sparta seit 379 bis 366 v. Chr. wiederholt gegen Theben; die Schlacht bei Leuktra als „Anfang vom Ende“ sollte auch angesichts früherer Niederlagen der Spartaner (z. B. 425 v. Chr. bei Sphakteria) nicht überbetont werden.
Die Thebaner griffen Sparta danach zwar nicht direkt an, beendeten aber dessen Hegemonie über den Peloponnesischen Bund, befreiten Messenien, marschierten 369 v. Chr. mit einem Heer des Boiotischen Bundes in Lakonien ein und nahmen Sparta damit ein Drittel seines Staatsgebietes. Vor allem der Verlust Messeniens traf Sparta entscheidend.
Die soziale Desintegration des spartanischen Staates hatte jedoch schon Jahrzehnte zuvor eingesetzt. Die Ungleichheit der „gleichen“ Vollbürger und die teilweise Verarmung der Bevölkerung brachten soziale Unruhen mit sich (Hypomeiones, Mothakes), das Wehraufgebot der spartanischen Hopliten schmolz zusammen. Die Stadt, die schon den Sieg über Athen mit hohen Opfern erkauft hatte, ging aus dem Boiotischen Krieg demographisch, militärisch und vor allem politisch deutlich geschwächt hervor. Die politisch kaum berechtigten aber zum Wehrdienst herangezogenen Periöken der Polis Sparta machten in der Schlacht von Leuktra einen Großteil des militärischen Aufgebots aus, hatten jedoch keinerlei Einfluss auf taktische Entscheidungen. Hatten die Periöken im 5. Jh. v. Chr. noch diese Beziehung zu den Spartanern akzeptiert, wuchs im Zuge der militärischen Niederlagen Widerstand. Die periökischen Poleis Skiritis und Karyai wandten sich von Sparta ab und fungierten nach 370/369 v. Chr. als Unterstützer der Thebaner und Arkadier und deren Invasion spartanischer Gebiete. Im Süden und Osten jedoch blieben die Periökenstädte Sparta gegenüber loyal. Der Kontrollverlust über diesen großen Teil der Bevölkerung schwächte Spartas militärische Macht. Um Streitkräfte zurückzugewinnen, bot man Heloten an, Freiheit durch Wehrdienst zu erlangen.
369 v. Chr. gab es zwei unerfolgreiche Verschwörungen, die versuchten, Agesilaos zu stürzen. Eine davon geleitet von Periöken, die andere von Spartiaten.
Messene erlangte durch die Einwanderung Thebens und die erneute Bestätigung 367 v. Chr. Unabhängigkeit von Sparta, was Agesilaos den gesamten Rest seiner Herrschaft wie auch seine Nachfolger versuchte, rückgängig zu machen. Im Zuge dessen suchte er nach Alternativen, um Spartas Rohstoffbedarf decken zu können und stieß dabei bis zum Hellespont vor. Mit einem durch Beratungstätigkeiten in Phrygien und Karien finanzierten neuem spartanischen Heer 362 v. Chr. kam es bei Mantineia erneut zum Krieg zwischen Theben und Sparta, wobei Sparta erneut unterlag, die thebanischen Feldherren Epimeinondas und dessen Nachfolger jedoch verwundet wurden. Anstatt Theben die Hegemonie zu gewinnen, wurde der Süden Griechenland zusätzlich geschwächt.

### Sparta und die makedonische Hegemonie
Über den Sohn und Nachfolger des Agesilaos, Archidamos III., sind nur wenige antike Quellen erhalten. Er herrschte zwischen ca. 360–338 v. Chr. Offenbar wollten beide das Gebiet von Messenien zurückgewinnen.
Theben konnte nicht dauerhaft die Rolle als Vorherrschaft Griechenlands halten. Stattdessen etablierte sich Philipp II. von Makedonien als Hegemon. Er schlug Theben und Athen 338 v. Chr. entscheidend in der Schlacht bei Chaironeia, an der Sparta nicht beteiligt war. Zudem ging Philipp II. 338/7 v. Chr. militärisch gegen Lakonien vor, vermutlich um jedes Wiedererstarken Spartas auszuschließen. Nach dem Verlust des nördlichen lakonischen Grenzgebietes, der östlichen Küste Lakoniens bis Prasiai (Lakonien) im Süden und der Nordostküste des Messenischen Golfes beschränkte sich das Herrschaftsgebiet Spartas auf das Tal am Fluss Eurotas und die Halbinseln Tainaron und Malea.
Nach der Niederlage gegen Philipp erbte der neue König Agis III. im Jahr 338 also ein Sparta mit deutlich reduziertem Territorium. Unter seiner Herrschaft weigerte sich Sparta, dem von Philip gegründeten Korinthischen Bund beizutreten, was später dessen Sohn Alexander verärgerte. Spartas Fehlen ermöglichte Philipp jedoch, sich auf die traditionelle Idee der Autonomie (autonomia) griechischer Poleis zu beziehen. Sparta konzentrierte sich unterdessen auf die Rückgewinnung Messeniens, denn Sparta wurde nicht länger als Bedrohung wahrgenommen und konnte unter der Herrschaft des Agis Unterstützung und Ressourcen mobilisieren, darunter die der Perser.
Im Jahr 333 traf der Eurypontiden-König Agis mit persischen Gesandten auf Siphnos zusammen. In seinem Namen wurde Geld auf den Peloponnes geschickt. Agis war sogar im Jahr 333/2 daran beteiligt, Kreta den Persern zu überlassen. Ein Jahr später, 332/1 formte er eine von den Persern finanzierte Söldnerallianz, die sich gegen Makedonien richtete. Mit dieser Streitmacht zog er gegen die makedonische Garnison auf dem Peloponnes und bereitete einen Feldzug gegen Megalopolis vor. 331 trafen die beiden Armeen aufeinander: Das Ergebnis war der Sieg der makedonischen Armee und der Tod des Agis. Auf ihn folgte als König sein Bruder Eudamidas I., über den in den Quellen nicht viel zu finden ist.

### Wandel der spartanischen Gesellschaft
Die spartanische Welt war im Lauf der Zeit durch Einflüsse aus dem Ausland und gesellschaftliche Entwicklungen in Sparta selbst ausgehöhlt worden. Sparta war durch Beute, Subsidien, Kontributionen und Beitragszahlungen eine der reichsten Städte Griechenlands geworden. Die thebanischen Soldaten fanden in den Gutshäusern der spartanischen Adligen Schätze und Geldwerte, die es laut der mythischen lykurgischen Verfassung nicht geben durfte. Die Reihe an Niederlagen zum Ende der Klassischen Zeit stellten Sparta sowohl territorial- als auch ressourcenbasiert und gesellschaftlich vor Probleme. Folgen hiervon waren insbesondere der abnehmende Einfluss auf die Periöken, was mit Machteinbußen einher ging.
Obwohl ein längerer Aufenthalt von „Ausländern“ verboten war, hielten sich oppositionelle Adlige aus Athen und anderen griechischen Städten auf Dauer in Sparta als Wahlexilort auf. Die Chorwettkämpfe waren eine Touristenattraktion. Zu Festumzügen fuhren wohlhabende Frauen mit eigenen Festwagen vor. Junge Mädchen konnten etwa an Laufspielen teilnehmen, wobei, der Etikette der Zeit nicht entsprechend, ihre bloßen Knie zu sehen sein konnten.
Infolge der immerwährenden Kriege sank aber die Zahl der männlichen Bevölkerung, und zur Zeit des Aristoteles stellte es nicht viel über 1.000 Hopliten. Wenn dieser Stand der Bevölkerung von selbst die Vermögensgleichheit aufheben musste, so wurde diese Störung noch mehr gefördert durch das Gesetz des Ephoren Epitadeus, nach dem gestattet war, durch Schenkung oder Testament frei über das Ackerlos zu verfügen.

## Die hellenistische Zeit
Dem Makedonen Alexander dem Großen versagten die Spartaner Waffenhilfe gegen das Persische Reich. Im Gegenteil nutzte der spartanische Eurypontiden-König Agis III. 331 v. Chr. die Abwesenheit des makedonischen Hauptheeres zu einem erfolglosen Versuch, in der Schlacht von Megalopolis die makedonische Herrschaft zu stürzen. In der Schlacht starben antiken Quellen zufolge der spartanische König sowie weitere 5.300 Spartaner. Am Lamischen Krieg nach dem Tod Alexanders 323 v. Chr. beteiligte sich Sparta nicht, vermutlich aus Mangel an Ressourcen. 317 v. Chr. befestigte Sparta aus Sorge vor Bestrafung durch den Diadochen und Makedonen Kassander die Stadt durch den Bau einer Mauer.
Mit dem beginnenden Hellenismus wurde jede selbstständige Politik allmählich schwieriger. Die Spartaner waren anschließend immer wieder in kriegerische Auseinandersetzungen verwickelt. So marschierte Demetrios I. Poliorketes 296 v. Chr. in Lakonien ein, musste aber aufgrund von Problemen auf Zypern umkehren. Auch Pyrrhos I. nahm 272 v. Chr. Lakonien ein, bevor auch er gezwungen war, seine Kampagne abzubrechen. Gemeinsam mit Athen beteiligte sich Sparta an der Seite des ptolemäischen Ägypten gegen Antigonos II. Gonatas von Makedonien am Chremonideischen Krieg (um 267 bis 262 v. Chr.).
Zur Zeit des Eurypontiden-Königs Agis IV. (245/244 bis 241 v. Chr.) war die Zahl der Vollbürger auf 700 geschmolzen. Die schwindende Vollbürgerzahl und die überhandnehmende Sitte der Mitgiften machten das Missverhältnis im Besitz immer größer. Seine Versuche ebenso wie die des Agiaden-Königs Kleomenes III. (235 bis 222 v. Chr.), tragende Teile der lykurgischen Verfassung wiederherzustellen (Reform der Agoge und der Syssitia, Schuldenerlass, Landverteilung, Erhöhung der Vollbürgerzahl), scheiterten.
Zwischen 222 und 219 v. Chr. war Sparta ohne König. 219 v. Chr. folgte als letzter Agiaden-Herrscher Agesipolis III. (215 v. Chr. abgesetzt), Lykurgos wurde König der Eurypontiden. Lykurgos konnte den Einmarsch des Makedonen Philipp V. nach Lakonien nicht verhindern. Später vertrieb er seinen Mitherrscher Agesipolis und wurde erstmals alleiniger König in Sparta.
Unter der Herrschaft von König Nabis (207 bis 192 v. Chr.) wagte Sparta einen letzten Versuch, seine Position auf der Peloponnes zu sichern. Er strebte die innere Stärkung Spartas an, um sich gegen den achaiischen Bund zu behaupten. Von antiken Autoren wird Nabis oft als Tyrann und Scheusal dargestellt. Nabis reformierte während seiner Herrschaft die Stadt Sparta nach hellenistischem Vorbild, indem er die Wasserversorgung verbesserte, die Münzprägung ankurbelte, mit einer neuen Stadtmauer die Verteidigung Spartas sicherstellte, das Militär ausbaute sowie den Handel und die regionale Produktion antrieb.
Die Ermordung des Nabis und die Plünderung Spartas durch die Aitoler im Jahr 192 v. Chr. nutzte Philopoimen, der Stratege des Achaiischen Bundes, die Stadt zur Mitgliedschaft in seinem Bündnis zu zwingen. Als Sparta bereits 191 v. Chr. wieder vom Bund abfiel und sich zunehmend an Rom anzunähern begann, rückte Philopoimen 188 vor Sparta, ließ ihre Mauern niederreißen, übergab Gebiete von Sparta an Megalopolis, hob sämtliche von Nabis installierte Reformen auf und entließ alle Heloten und Söldner aus der spartanischen Armee. Er schaffte weiterhin viele, für das spartanische Leben prägende Traditionen wie die Agoge oder Syssitien ab und ersetzte sie durch achaiische Umgangsformen.

## Römische Zeit
Nach der Niederlage von Nabis von Sparta lösten die Römer Periökenstädte an der Küste des Lakonischen Golfes aus der Abhängigkeit von Sparta und stellten sie unter den Schutz des Achäischen Bundes. 146 v. Chr. bildeten diese Städte erstmals einen Bund der Lakedaimonier. Nach dem Ende des Achaiischen Bundes und der Unterwerfung ganz Griechenlands (146 v. Chr.) wurde Sparta Teil des Römischen Reiches. Im Konflikt nach der Ermordung von Julius Caesar unterstützte Sparta unter der Führung von Eurykles Antonius und Octavian, der später unter dem Namen Augustus bekannt geworden ist. Obwohl die Spartaner dabei große Verluste erlitten, erhielten sie Augustus' Dank und Anerkennung. Eurykles versuchte ein letztes Mal Spartas Herrschaft in Lakonien wiederherzustellen, wird von Augustus jedoch wegen Unruhestiftung in Achaia und Plünderung von mehreren Städten verbannt. Nach Eurykles' Tod wurde der Lakedaimonische Bund von Kaiser Augustus 21 v. Chr. zum „Bund der Eleutherolakonen“ umbenannt, was für die lakonischen Städte eine nominelle Unabhängigkeit unter römischer Herrschaft bedeutete. Augustus selbst nahm 21 v. Chr. in Sparta an den Mahlgemeinschaften (Syssitien) teil.
Den Spartanern soll von den Römern eine besondere Ehre zuteilgeworden sein: Bis ins 3. Jahrhundert gehörte Sparta als civitas libera nominell zu keiner Provinz und war nominell frei, den Römern allerdings verpflichtet. Inschriften des 2. und 3. Jahrhunderts nennen viele spartanische Individuen, deren Namen und Vorfahren bis auf Herakles und die Dioskuren zurückgeführt werden, also an lokale Mythen und Traditionen anschließen. Amtsbezeichnungen und Institutionen, die in den Inschriften genannt werden, sind traditionelle Ämter, die auf Lykurg zurückgehen, etwa Ephorat und Gerusia (allerdings explizit nicht genannt ist das spartanische Königtum), so wie neue lokale Ämter wie bideoi (auch biduoi, zuständig für die Organisation der Wettkämpfe der Epheben).
Einige sportliche wie musische Wettkämpfe galten Pausanias zufolge als Touristenattraktion, zu denen für ausländische Gäste eigens Tribünen erbaut wurden. Erst das Christentum verdrängte durch Verbot schrittweise die letzten Reste dieser Bräuche.

## Spätantike
Die Lykurgischen Einrichtungen bestanden noch bis ins 5./6. Jahrhundert fort.
In der Spätantike wurde Sparta mehrmals geplündert, unter anderem von den Goten unter Alarich I. im Jahr 395 und von den Awaren 581.

## Mittelalter
Im späten Mittelalter entstand dann auf dem Gebiet Spartas mit der neuen Stadt Mistra eine der letzten byzantinischen Bastionen auf dem Peloponnes.

## Neuzeit

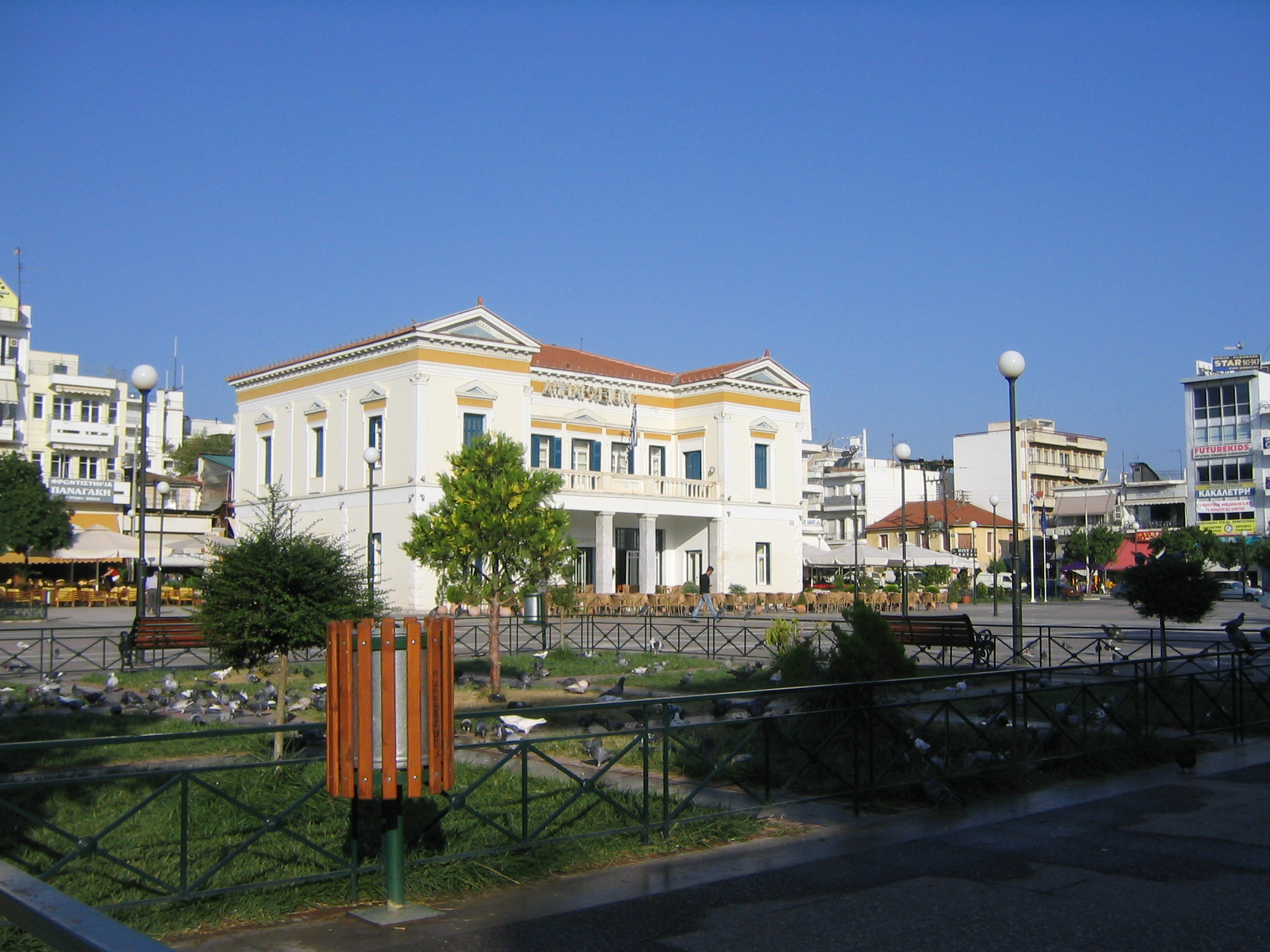
Modernes Sparta

Mistra wurde während des Griechischen Unabhängigkeitskrieges stark zerstört. Daher wurde 1836 auf dem südlichen Teil des antiken Stadtgebiets das moderne Sparta gegründet.